# Phytotriades auratus
Phytotriades auratus is een kikker uit de familie boomkikkers (Hylidae).

## Naamgeving
De soort werd voor het eerst wetenschappelijk beschreven door George Albert Boulenger in 1917. Oorspronkelijk werd de wetenschappelijke naam Amphodus auratus gebruikt en later is de soort wel toegeschreven aan de geslachten Phyllodytes en Phytotriades. De soortaanduiding auratus betekent vrij vertaald 'goudkleurig'. Het is tegenwoordig de enige soort uit het monotypische geslacht Phytotriades.

## Verspreiding
Phytotriades auratus leeft in delen van Zuid-Amerika en komt voor in Trinidad en Tobago en Venezuela. De kikker leeft in bossen en heeft een halfsymbiotische relatie met de bromelia Glomeropitcairnia erectiflora. Hierin worden de larven gedeponeerd die zich in de bromelia ontwikkelen.